# Туробовиці (Равський повіт)
Туробовиці (пол. Turobowice) — село в Польщі, у гміні Садковиці Равського повіту Лодзинського воєводства.
Населення — 128 осіб (2011).
У 1975—1998 роках село належало до Скерневицького воєводства.

## Демографія
Демографічна структура станом на 31 березня 2011 року:
|          | Загалом | Допрацездатний вік | Працездатний вік | Постпрацездатний вік |
| -------- | ------- | ------------------ | ---------------- | -------------------- |
| Чоловіки | 64      | 10                 | 50               | 4                    |
| Жінки    | 64      | 15                 | 31               | 18                   |
| Разом    | 128     | 25                 | 81               | 22                   |